# Cadel Evans
Cadel Evans (Katherine, 14 februari 1977) is een Australisch voormalig wielrenner en mountainbiker. Hij was een begenadigd tijdrijder en klassementsrenner. Evans won onder meer de Ronde van Frankrijk in 2011, het wereldkampioenschap op de weg in 2009 en de Waalse Pijl in 2010. Hij werd tweede in zowel de Ronde van Frankrijk van 2007 als 2008. Hij is de eerste Australische winnaar van de Ronde van Frankrijk.

## Carrière
Voordat hij in 2001 de overstap naar het wegwielrennen maakte, stond Evans aan de top in het mountainbiken. Rijdend voor het team Volvo Cannondale MTB, won hij de wereldbeker mountainbiken in 1998 en 1999 en werd zevende op de Olympische Zomerspelen 2000 in Sydney.
Na eerder al zonder succes stage te hebben gelopen bij de Saeco-wielerploeg, tekende hij in 2001 toch een contract bij de Italiaanse wielerformatie. In zijn eerste profjaar op de weg, won hij de Ronde van Oostenrijk en de Brixia Tour. Zijn grote doorbraak kwam er echter in 2002, toen hij voor de Mapei-wielerploeg na de zestiende etappe in de Ronde van Italië 2002 de roze leiderstrui overnam van Jens Heppner en hij een goede kans maakte de Giro op zijn naam te schrijven. Een enorme inzinking tijdens de beslissende zeventiende etappe zorgde er echter voor dat Evans de leiderstrui verloor aan Paolo Savoldelli. In 2003 verhuisde hij naar T-Mobile Team. In 2004 won hij voor die Duitse wielerploeg een tweede maal de Ronde van Oostenrijk.

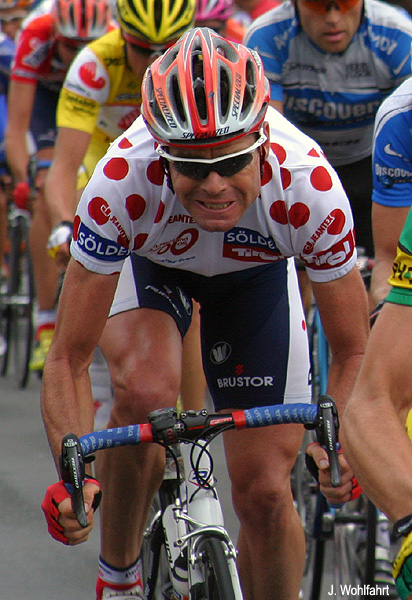
Evans tijdens de Ronde van Duitsland in 2005

In 2005 verhuisde hij andermaal, deze keer naar de Belgische ploeg Davitamon-Lotto. Hij eindigde dat jaar achtste het eindklassement van de Ronde van Frankrijk van 2005, de eerste top tien plaats van een Australiër in de Ronde van Frankrijk sinds Phil Anderson in 1985.
In zijn tweede jaar bij Davitamon-Lotto slaagde Evans erin de Ronde van Romandië van 2006 te winnen door in de afsluitende tijdrit de leiderstrui over te nemen van de Spanjaard Alberto Contador. Dat jaar verbeterde hij ook zijn prestatie in de Ronde van Frankrijk met een vijfde plaats. Naast goede klassementen won Evans ritten in lijn en tijdritten in wielerrondes zoals de Ronde van Oostenrijk, de Ronde van Duitsland, de Tour Down Under en de Internationale Wielerweek.
Tijdens de Ronde van Frankrijk van 2007 werd hij tweede in de dertiende etappe, een tijdrit over vierenvijftig kilometer, na de Kazach Aleksandr Vinokoerov. Later bleek echter dat Vinokoerov positief testte op het gebruik van bloeddoping tijdens die etappe. Na de bevestigende contra-expertise kreeg Evans de zege alsnog toegeschreven. In de voorlaatste rit, een tijdrit over 55,5 km werd hij nogmaals tweede, op 51 seconden van Levi Leipheimer. Uiteindelijk werd hij in het eindklassement tweede op 23 seconden van winnaar Alberto Contador.
Hij begon aan de Ronde van Frankrijk 2008 als topfavoriet. In de tiende etappe van deze ronde, waarbij de Tourkaravaan zich begaf naar aankomstplaats Hautacam, veroverde hij zijn eerste gele trui uit zijn carrière, met één seconde voorsprong op de Luxemburger Fränk Schleck. Hij moest die een paar dagen later opnieuw afstaan aan diezelfde Fränk Schleck. Hij zou de Ronde van Frankrijk 2008 opnieuw als tweede afsluiten. Hij strandt op 58" van Carlos Sastre. "8ste, 4de, 2de en nu anderhalfste. We komen dichter, volgend jaar kom ik terug om te winnen.", was de reactie van Evans.
In de Ronde van Frankrijk 2009 kwam hij echter niet verder dan een teleurstellende dertigste plaats. In de Ronde van Spanje 2009 droeg hij een dag de leiderstrui, maar door een lekke band in de bergrit naar Sierra Nevada kon hij de eindzege vergeten. Uiteindelijk werd hij derde in het eindklassement. Op 27 september 2009 verraste hij vriend en vijand door wereldkampioen wielrennen in het Zwitserse Mendrisio te worden. In de laatste ronde ontsnapte hij samen met Aleksandr Kolobnev en Joaquim Rodríguez uit een selecte groep renners. Nog voor de laatste beklimming reed hij van zijn vluchtmakkers weg om uiteindelijk solo aan te komen met een halve minuut voorsprong op Kolobnev en Rodríguez. Hij was de eerste Australiër die wereldkampioen op de weg bij de profs wordt. Hij werd in 2009 voor de derde keer, na 2006 en 2007, in zijn thuisland Australië uitgeroepen tot wielrenner van het jaar.
Eind 2009 verliet Evans Silence-Lotto om voor BMC Racing Team te rijden. Hij won voor zijn nieuwe ploeg de Waalse Pijl 2010 en droeg één dag de roze trui in de Ronde van Italië. Het volgende doel van 2010 was de Ronde van Frankrijk. Hij nam de gele trui over van Sylvain Chavanel in de rit naar Morzine. Eén dag na de rustdag viel hij niettemin uit en moest hij die gele trui weer afgeven aan Andy Schleck.
Een jaar later richtte Evans zich specifiek op het winnen van de Ronde van Frankrijk 2011. Daarom nam hij dat jaar niet deel aan de Giro d'Italia. Hij won in het voorjaar een etappe en het eindklassement in de Tirreno-Adriatico. Door een blessure kon hij niet deelnemen aan de Waalse klassiekers, maar eind april won hij ook nog de Ronde van Romandië 2011.
In eerste etappe van de Tour de France werd Evans tweede, achter Philippe Gilbert. De vierde etappe op de Mûr de Bretagne schreef hij op zijn naam, voor titelverdediger Alberto Contador. Hij nam op dat moment de bolletjestrui over van Gilbert. Voor aanvang van de laatste tijdrit - en op een na laatste etappe - stond hij derde in het algemeen klassement op 57 seconden van nummer één Andy Schleck. Evans werd die rit tweede achter Tony Martin en fietste zijn concurrenten, Andy en Fränk Schleck op een afstand, waardoor hij met de gele trui om zijn schouders aan de laatste etappe mocht beginnen. Na afloop was Evans geëmotioneerd en dankte zijn voormalig trainer Aldo Sassi (Sassi overleed in december 2010 aan de gevolgen van een hersentumor). Evans won op 24 juli 2011 de Ronde van Frankrijk, als eerste Australiër. Met zijn 34 jaar is hij nog steeds de oudste naoorlogse winnaar.
Evans sloot zijn carrière af na de Cadel Evans Great Ocean Road Race, een nieuwe eendagskoers genoemd naar hem.
In 2017 deed Evans samen met George Hincapie mee aan de Absa Cape Epic meerdaagse mountainbikerace. Ze wonnen de wedstrijd in de categorie Masters.
Evans woont in Ticino in Zwitserland.

## Palmares

### Mountainbike
| Seizoen    | Wereldbeker                              | OS         | WK         | AK         | Overige    | Totaal aantal zeges |            |            |
| Als junior | Als junior                               | Als junior | Als junior | Als junior | Als junior | Als junior          | Als junior | Als junior |
| ---------- | ---------------------------------------- | ---------- | ---------- | ---------- | ---------- | ------------------- | ---------- | ---------- |
| 1994       |                                          | NVT        | ↑          | Goud       |            | 1                   |            |            |
| 1995       |                                          | NVT        | ↑          |            |            | 0                   |            |            |
| Als prof   |                                          |            |            |            |            |                     |            |            |
| 1996       |                                          | 9e         | ↑*         | Goud       |            | 1                   |            |            |
| 1997       | Wellington, Vail                         | NVT        | ↑*         | Goud       |            | 3                   |            |            |
| 1998       | Silves, Plymouth, Canmore eindklassement | NVT        | 4e*        |            | Monterey   | 4                   |            |            |
| 1999       | El Escorial eindklassement               | NVT        | ↑*         |            | Monterey   | 2                   |            |            |
| 2000       | Mont-Sainte-Anne, Canmore                | 7e         | 13e        | Brons      |            | 2                   |            |            |
| 2001       |                                          | NVT        | 4e         | Zilver     |            | 0                   |            |            |
| Als master |                                          |            |            |            |            |                     |            |            |
| 2017       | -                                        | -          | -          | -          | Cape Epic  | 1                   |            |            |
|            |                                          |            |            |            |            |                     |            |            |
| Totaal     | 8 (2x eindklassement)                    | 0          | 0          | 2          | 2          | 12                  |            |            |

- (*) = Bij de Beloften

### Wegwielrennen
1999
- Jongerenklassement Tour Down Under

2001
- Eindklassement Brixia Tour
- 4e etappe Ronde van Oostenrijk
- Eindklassement Ronde van Oostenrijk
- Dwars door Lausanne

2002
- 4e etappe Uniqa Classic
- Individuele tijdrit Gemenebestspelen
- 5e etappe Tour Down Under

2004
- 2e etappe Ronde van Oostenrijk
- Eindklassement Ronde van Oostenrijk

2005
- 7e etappe Ronde van Duitsland

2006
- 5e etappe Ronde van Romandië (individuele tijdrit)
- Eindklassement Ronde van Romandië
- 9e etappe Ronde van Zwitserland (na schorsing Ullrich)

2007
- 1e etappe deel B Internationale Wielerweek
- 13e etappe Ronde van Frankrijk [a]
- Castillon-la-Bataille
- Testtijdrit Olympische Spelen Peking
- Eindklassement UCI ProTour

2008
- 2e etappe Ruta del Sol
- 4e etappe Parijs-Nice
- 3e etappe Internationale Wielerweek
- Eindklassement Internationale Wielerweek

2009
- 6e etappe Internationale Wielerweek
- 1e etappe Critérium du Dauphiné Libéré
- Puntenklassement Critérium du Dauphiné Libéré
- Wereldkampioenschap op de weg in Mendrisio

2010
- Waalse Pijl
- 7e etappe Ronde van Italië
- Puntenklassement Ronde van Italië

2011
- 6e etappe Tirreno-Adriatico
- Eindklassement Tirreno-Adriatico
- Eindklassement Ronde van Romandië
- 4e etappe Ronde van Frankrijk
- Eindklassement Ronde van Frankrijk

2012
- 2e etappe Internationaal Wegcriterium (individuele tijdrit)
- Eindklassement Internationaal Wegcriterium
- Puntenklassement Internationaal Wegcriterium
- 1e etappe Critérium du Dauphiné
- Puntenklassement Critérium du Dauphiné

2013
- 4e etappe Ronde van Alberta

2014
- 3e etappe Tour Down Under
- 1e etappe Ronde van Trentino (ploegentijdrit)
- 3e etappe Ronde van Trentino
- Eindklassement Ronde van Trentino
- 6e etappe Ronde van Utah
- 7e etappe Ronde van Utah

### Voornaamste ereplaatsen
2002
- 9e - Australisch kampioenschap

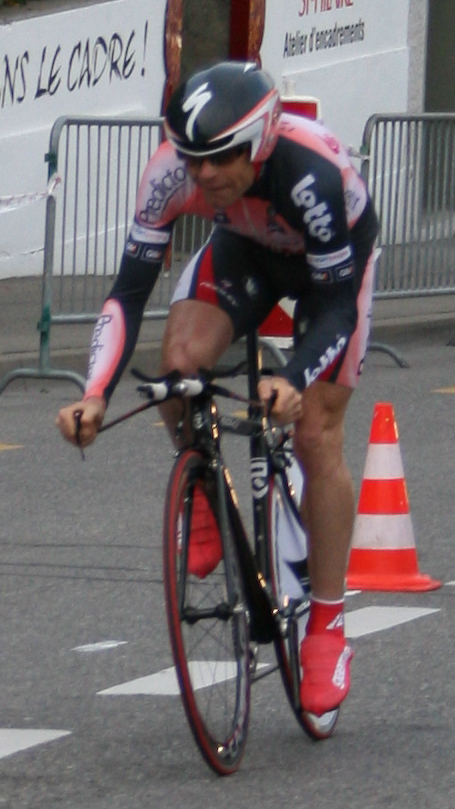
Evans tijdens de Ronde van Romandië 2007

- 4e - eindklassement Tour Down Under
- 10e - eindklassement Parijs-Nice
- 6e - eindklassement Ronde van het Baskenland
- 3e - eindklassement Ronde van Romandië

2003
- 9e - eindklassement Tour Down Under

2004
- 4e - Ronde van Lombardije

2005
- 4e - Australisch kampioenschap
- 8e - eindklassement Parijs-Nice
- 9e - Waalse Pijl
- 5e - Luik-Bastenaken-Luik
- 7e - eindklassement Ronde van Frankrijk
- 5e - eindklassement Ronde van Duitsland

2006
- 8e - eindklassement Ronde van het Baskenland
- 10e - eindklassement Ronde van Zwitserland
- 4e - eindklassement Ronde van Frankrijk
- 2e - eindklassement Ronde van Polen

2007
- 7e - eindklassement Parijs-Nice
- 4e - eindklassement Ronde van Romandië
- 2e - eindklassement Ronde van Frankrijk
- 4e - eindklassement Ronde van Spanje
- 5e - Wereldkampioenschap wielrennen
- 6e - Ronde van Lombardije

2008
- 2e - eindklassement Ronde van het Baskenland
- 2e - Waalse Pijl
- 7e - Luik-Bastenaken-Luik
- 2e - eindklassement Dauphiné Libéré
- 2e - eindklassement Ronde van Frankrijk
- 5e - olympisch kampioenschap tijdrijden

2009
- 3e - eindklassement Ronde van het Baskenland
- 5e - Waalse Pijl
- 7e - eindklassement Ronde van Romandië
- 2e - eindklassement Dauphiné Libéré
- 3e - eindklassement Ronde van Spanje
- 10e - Ronde van Lombardije

2010
- 6e - eindklassement Tour Down Under
- 3e - eindklassement Tirreno-Adriatico
- 4e - Luik-Bastenaken-Luik
- 5e - eindklassement Ronde van Italië

2011
- 7e - eindklassement Ronde van Catalonië
- 2e - eindklassement Dauphiné Libéré

2012
- 3e - eindklassement Dauphiné Libéré
- 7e - eindklassement Ronde van Frankrijk

2013
- 3e - eindklassement Ronde van Italië

2014
- 2e - Australisch kampioenschap
- 2e - eindklassement Tour Down Under
- 8e - eindklassement Ronde van Italië

2015
- 3e - eindklassement Tour Down Under

## Resultaten in voornaamste wedstrijden
| Jaar | Ronde van Italië | Ronde van Frankrijk | Ronde van Spanje |
| ---- | ---------------- | ------------------- | ---------------- |
| 2001 |                  |                     |                  |
| 2002 | 14e              |                     |                  |
| 2003 |                  |                     | opgave           |
| 2004 |                  |                     | 60e              |
| 2005 |                  | 6e                  |                  |
| 2006 |                  | 4e                  |                  |
| 2007 |                  | ↑ (1)               | 4e               |
| 2008 |                  | ↑                   |                  |
| 2009 |                  | 28e                 | ↑                |
| 2010 | 5e (1)           | 25e                 |                  |
| 2011 |                  | ↑ (1)               |                  |
| 2012 |                  | 7e                  |                  |
| 2013 | ↑                | 39e                 |                  |
| 2014 | 8e               |                     | 52e              |

| Jaar | Amstel Gold Race | Luik-Bast.‑Luik | Ronde van Lombardije | Waalse Pijl | Clásica San Sebastián |  | WK op de weg |  | Wereldranglijsten |
| ---- | ---------------- | --------------- | -------------------- | ----------- | --------------------- |  | ------------ |  | ----------------- |
| 2001 |                  |                 | 33e                  |             |                       |  | 26e          |  |                   |
| 2002 |                  | 37e             |                      | 74e         | 41e                   |  |              |  |                   |
| 2003 | opgave           |                 |                      |             |                       |  |              |  |                   |
| 2004 |                  |                 | 4e                   |             |                       |  | opgave       |  |                   |
| 2005 |                  | 5e              | opgave               | 9e          | 15e                   |  | opgave       |  | 17e (UPT)         |
| 2006 |                  | 80e             | 55e                  | 122e        | 121e                  |  | 40e          |  | 4e (UPT)          |
| 2007 |                  | 36e             | 6e                   | 29e         |                       |  | 5e           |  | (UPT)             |
| 2008 |                  | 7e              | 26e                  | ↑           |                       |  |              |  | 6e (UPT)          |
| 2009 | 67e              | 16e             | 10e                  | 5e          |                       |  | ↑            |  | 5e (UWK)          |
| 2010 | 13e              | 4e              | opgave               | ↑           |                       |  | 17e          |  | 5e (UWK)          |
| 2011 |                  |                 |                      |             |                       |  |              |  | (UWT)             |
| 2012 | opgave           |                 |                      |             |                       |  |              |  | 24e (UWT)         |
| 2013 |                  |                 |                      |             |                       |  | opgave       |  | 50e (UWT)         |
| 2014 |                  |                 | 25e                  |             |                       |  | opgave       |  | 28e (UWT)         |

## Ploegen
- 1999- Saeco Macchine per Caffé-Cannondale (stagiair)
- 2001- Saeco Macchine per Caffé (vanaf 20/04)
- 2002- Mapei
- 2003- Team Telekom
- 2004- T-Mobile Team
- 2005- Davitamon-Lotto
- 2006- Davitamon-Lotto
- 2007- Predictor-Lotto
- 2008- Silence-Lotto
- 2009- Silence-Lotto
- 2010- BMC Racing Team
- 2011- BMC Racing Team
- 2012- BMC Racing Team
- 2013- BMC Racing Team
- 2014- BMC Racing Team
- 2015- BMC Racing Team (tot 01/02)

Andriotto · Calcaterra · China · Cipollini · Commesso · Dufaux · Fagnini · Frigo · Galletti · Guerra · Kokorine · Mazzoleni · Meier · Mori · Morscher · Petito · Pugaci · Savoldelli · Scirea · Secchiari · Traversoni · Brandt (stagiair) · Evans (stagiair) · Testi (stagiair)
Calcaterra · Cavagnis · Celestino · Cipollini · Commesso · Conte · Davidson · Dufaux · Evans · Galletti · Gavazzi · Ludewig · Meier · Mori · Nitsche · Padrnos · Pieri · Pugaci · Sabaliauskas · Sacchi · Savoldelli · Scirea · Secchiari · Spinelli · Wegmann · Barla (stagiair) · Rohtmer (stagiair)
Aggiano · Baffi · Bettini · Bodrogi · Bramati · Cañada · Cancellara · Cheula · Cioni · Clerc · De Waele · Eisel · Evans · Fornaciari · Freire  · Garzelli · Gilmore · Horrillo · Hulsmans · Hunter · Martinez · McGrory · Nardello · Noè · Paolini · Petrov · Pozzato · Ratti · Rogers · Scinto · Steels · Tafi · Trampusch · Wegelius · Willems · Zanini · Davis (stagiair) · Moeravjov (stagiair)
Aerts ·
Aldag ·
Botero   ·
Evans ·
Fagnini ·
Guerini ·
Hiekmann ·
Hondo ·
Hundertmarck ·
Jakovlev ·
Julich ·
Kessler ·
Klier ·
Klöden ·
Kopp ·
Nardello ·
Reichl ·
Savoldelli ·
Schaffrath ·
Schreck ·
Schumacher ·
Vinokoerov ·
Werner ·
Wesemann ·
Zabel
Aerts ·
Aldag ·
Baumann ·
Botero ·
Evans ·
Guerini ·
Hiekmann ·
Ivanov ·
Jakovlev ·
Kessler ·
Klier ·
Klöden ·
Konečný ·
Korff ·
Nardello ·
Savoldelli ·
Schaffrath ·
Schmitz ·
Schreck ·
Steinhauser ·
Ullrich  ·
Vinokoerov ·
Werner ·
Wesemann ·
Zabel ·
Burghardt (stagiair) ·
Haussler (stagiair) 
Aerts · Amorison · Ardila · Baguet · Brandt · De Vocht · Dockx · Evans · Gates · Kuyckx · Leukemans · Mattan · McEwen · Merckx · Moerenhout · Rodriguez · Roesems · Steegmans · Steels · van Bon · Van Hecke · Van Huffel · Van Petegem · Vansevenant · Vansummeren · Vierhouten · Vogels · Henrion (stagiair) · Meersman (stagiair)
Aerts · Brandt · De Vocht · Dockx · Evans · Gates · Horner · Ingels · Jufré · Kaisen · Kuyckx · Leukemans · Mattan · McEwen · Mertens · Rodriguez · Roesems · Sanderson · Steegmans · Steels · van Bon · Van Hecke · Van Huffel · Van Petegem · Vansevenant · Vansummeren · Vogels · Devenyns (stagiair) · Schets (stagiair) · Van Braeckel (stagiair)
Aerts · Brandt · Cioni · Cornu · Devenyns · De Vocht · Dockx · Evans · Gates · Horner · Hoste · Ingels · Jufré · Kaisen · Leukemans · Lloyd · McEwen · Mertens · Rodriguez · Roesems · Sentjens · Steels · Steurs · Van Avermaet · Van Hecke · Van den Broeck · Van Huffel · Vansevenant · Vansummeren · Zanini
Aerts · Bileka · Brandt · Cioni · Cornu · De Greef · Devenyns · De Vocht · D'Hollander · Dockx · Evans · Gardeyn · Gates · Hoste · Jacobs · Kaisen · Lloyd · McEwen · Popovytsj · Roelandts · Roesems · Sentjens · Steurs · Tjallingii · Van Avermaet · Van den Broeck · Van Huffel · Vansevenant · Vansummeren
Aerts · Brandt · Cretskens · De Greef · Dehaes · Dekker · Delage · D'Hollander · Dockx · Elijzen · Evans  · Gardeyn · Gilbert · Hoste · Jacobs · Kaisen · Lang · Ljungblad · Lloyd · Roelandts · Scheirlinckx · Sentjens · Stubbe · Van Avermaet · Van den Broeck · Vanendert · Vansummeren · Wegelius · Blythe (stagiair) · Boeckmans (stagiair) · Eijssen (stagiair)
Ballan ·
Barton · 
Beyer ·
Bookwalter · 
Burghardt ·
Butler ·
Evans  ·
Frank · 
Frei (tot 31/05) · 
Hincapie ·
House ·
Kohler ·
Kristoff ·
Kroon ·
Louder ·
Moos ·
Morabito ·
Murphy ·
Nydam ·
Santambrogio ·
Schär ·
Stalder ·
Stewart ·
Wyss ·
Zahner
Ballan ·
Barton · 
Beyer ·
Bookwalter · 
Burghardt ·
Butler ·
Eijssen · 
Evans ·
Frank · 
Hincapie ·
Kohler ·
Kristoff ·
Kroon ·
Louder ·
Moinard ·
Morabito ·
Murphy ·
Phinney ·
Quinziato ·
Roe ·         
Santambrogio ·
Santaromita ·
Schär ·
Tschopp ·
Van Avermaet ·
Wyss ·
Zahner
Ballan ·
Blythe · 
Bookwalter · 
Burghardt ·
Cummings ·
Eijssen · 
Evans ·
Frank · 
Gilbert  ·
Hincapie ·
Hushovd ·
Kohler ·
Lodewyck ·
Moinard ·
Morabito ·
Phinney ·
Pinotti ·
Quinziato ·
Roe ·         
Santambrogio ·
Santaromita ·
Schär ·
Tschopp ·
Van Avermaet ·
Van Garderen ·
Wyss ·
Flückiger (stagiair) ·
Warbasse (stagiair) 
Ballan · 
Blythe · 
Bookwalter · 
Burghardt · 
Cummings · 
Eijssen · 
Evans · 
Frank · 
Gilbert  · 
Hushovd · 
Kohler · 
Lander · 
Lodewyck · 
Moinard · 
Morabito · 
Nerz · 
Oss · 
Phinney · 
Pinotti · 
Quinziato · 
Santaromita · 
Schär · 
Van Avermaet · 
Van Garderen · 
Warbasse · 
Wyss · 
Dillier (stagiair) · 
Novák (stagiair) · 
Taramarcaz (stagiair) 
Atapuma · Bookwalter · Burghardt · Cummings · Dennis · Dillier · Eijssen · Evans · Gilbert · Hermans · Hushovd · Kohler · Lander · Lodewyck · Moinard · Morabito · Nerz · Oss · Phinney · Quinziato · Sánchez · Schär · Stetina · Van Avermaet · Van Garderen · Velits · Warbasse · Wyss · Zabel · Davison (stagiair) · Teuns (stagiair) · Vliegen (stagiair) 
Atapuma · Bookwalter · Burghardt · Caruso · De Marchi · Dennis · Dillier · Drucker · Evans · Flakemore · Gilbert · Hermans · Küng · Lodewyck · Moinard · Oss · Phinney · Quinziato · Rosskopf · Sánchez · Schär · Senni · Stetina · Teuns · Van Avermaet · Van Garderen · Velits · Vliegen · Wyss · Zabel · Bohli (stagiair) · Frankiny (stagiair) · Gerts (stagiair)
- International Standard Name Identifier: 0000 0001 0452 6171
- Library of Congress Control Number: no2010141690
- Nederlandse Thesaurus van Auteursnamen: 343699273
- Virtual International Authority File: 156362983
- WorldCat: E39PBJbM8VHqg9GwwkdKRhPPcP